# Fisetină
Fisetina este un flavonol natural  (este 7,3′,4′-flavon-3-ol) și face parte din clasa flavonoidelor (polifenoli). Se regăsește în multe surse vegetale și este un colorant galben-ocru. Se regăsește și în multe fructe și legume, în principal în căpșuni, mere, kaki, ceapă și castraveți. Formula sa chimică a fost descrisă pentru prima dată de chimistul austriac Josef Herzig în 1891.